# Marketing en la nube

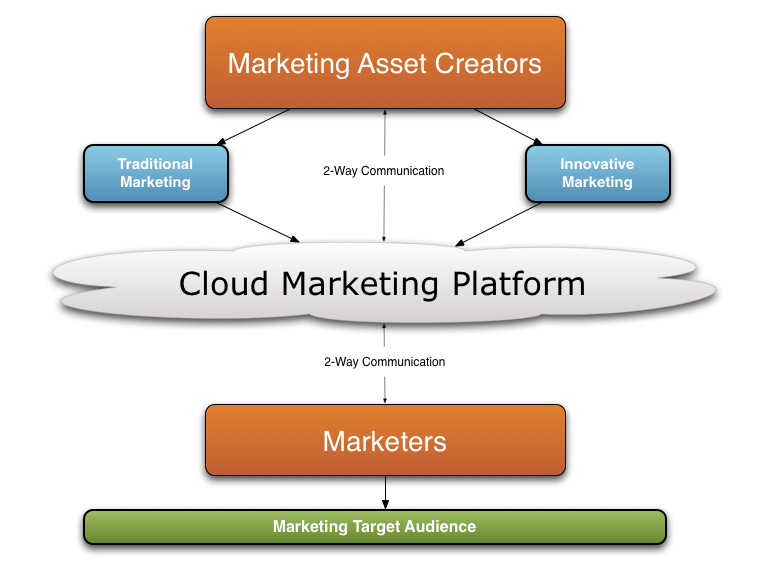
Este diagrama detalla la estructura y el flujo de trabajo de una plataforma de marketing en la nube.

El Marketing de nube es el proceso de los esfuerzos de una organización para comercializar sus productos y servicios en línea a través de experiencias digitales integradas, por lo que están especializados para cada usuario final. El objetivo es utilizar métodos publicitarios para dirigirse a los clientes a través de las aplicaciones en línea por medio de medios de comunicación sociales sitios web como Facebook, Twitter  y varios portales en línea para dirigirse a los consumidores.Las plataformas de marketing en la nube son compatibles con terceros que mantienen la plataforma. La nube de Marketing fue establecida por una empresa en Raleigh Carolina del Norte llamándolo SharedVue de Marketing Technologies. Los vendedores dirigidos a clientes necesitan asegurar que su material es compatible con todos los dispositivos de medios electrónicos.

## Las ventajas del marketing en la nube para las empresas

### Efectividad costada
El marketing en la nube permite a una empresa reducir el costo de los materiales de distribución de mercadotencia, estos incluyen el envío de catálogos y revistas para los consumidores por medios digitales que le permite a una empresa enviar contenido promocional a través de formatos digitales, lo que da paso un enfoque más rápido y más barato para dirigirse a los consumidores. El costo reduce los gastos por impresión y aumenta la eficiencia con material en línea accesible de manera continua.

### Personalización
La personalización permite a una empresa para utilizar creativamente los medios interactivos para crear un enfoque publicidad relevante y afectiva cuando dirigidas a un consumidor. La personalización incluye los sitios de medios sociales como Facebook para personalizar las páginas para enviar a amigos o al público en Internet. Los mercadólogos pueden combinar los datos a través de fuentes de datos de terceros, incluyendo correo electrónico y encuestas, para visualizar la experiencia de los consumidores.

### Tiempo
El tiempo es vital para dirigirse a los clientes. La publicidad con métodos tradicionales, como carteles y encuestas tienen un tiempo limitado antes de que a menudo dejen de ser válidas. El marketing en la nube permite a una empresa producir la publicidad cuando sea necesario. El material se puede retirar fácilmente, por ejemplo si una campaña o temporada ha terminado, el material puede ser borrado de Internet o adaptado para mejorar el material para el usuario final, conectando el elemento de la personalización para asegurar que el material de marketing es adecuado para su propósito, y entregado en el momento correcto

## Las desventajas del Marketing en la Nube para las empresas

### Experiencia del usuario
Cuando una empresa comercializa sus productos y servicios a un consumidor, el consumidor final no es capaz de tocar o físicamente manejar el producto o servicio. La experiencia podría potencialmente perder clientes a quienes ha sido dirigido, si los esfuerzos de las empresas no han satisfecho la decisión de los consumidores de comprar la mercancía. El contenido de material podría variar en el dispositivo, como la compatibilidad y sistemas operativos afectará el contenido material que está siendo entregado.

### Material fraudulento
El fraude en Internet ha crecido rápidamente en todo el mundo, más rápido que la internet. Cada vez son más los criminales fraudulentas pueden enviar promocionales pop ups en forma de publicidad en línea en la red informática mundial para atraer tráfico web para mostrar contenido promocional. Los ataques de malware pueden dejar clientes respondiendo al material de marketing publicado en sus dispositivos. diputado laborista Chris Evans dijo:. 'Copycat sitios web son una parte de una industria en crecimiento que existe puramente para engañar a la opinión pública de su dinero duramente ganado.'

### Brecha Digital
La brecha digital es la división entre una población dada dentro de su uso de tecnología de información.Esto se puede deber a factores que incluyen:
- Geográfico
- Cultural
- Crecimiento económico
- Democracia
- Incapacidades[7]

Esto limita el rendimiento de la empresa para comercializar sus productos y servicios a nivel mundial a nuevos lugares si es que hay un acceso limitado a la tecnología de información en determinados lugares.El segmento de consumidores sería incapaz de experimentar y ver los métodos en línea de marketing de una empresa o recursos que resultan en un método tradicional de folletos adoptado y carteleras conocido como marketing directo.

## Estrategia de Plan de Marketing en la nube
La estrategia es la dirección de la acción que permitirá alcanzar una meta u objetivo. La estrategia para la comercialización nube se divide en 4 elementos clave.

### Estableciendo los objetivos
Los primeros pasos en la comercialización nube incluyen encontrar el objetivo o meta para el proyecto de marketing. La propuesta tendría que establecer claramente los objetivos, que pueden ser retenidos en datos cuantitativos o cualitativos.Mediante el establecimiento de la meta y los objetivos de la campaña de marketing, esto limita el plan que se está desplegado al azar.

### Desarrollo
La etapa de desarrollo es donde el equipo de marketing crea el material gráfico y los medios de comunicación. El equipo de desarrollo web encuentra un método para publicar el material en la red informática mundial o fuente en línea. El complemento de marketing tendría que cumplir su principal objetivo y propósito, el equipo de desarrollo tendrá que desarrollar y planificar para hacer el material visualmente atractivo.

### Mantenimiento
La etapa de mantenimiento requiere la actualización mientras que el material está en línea, se requerirá mantenimiento continuo. Las técnicas de marketing en la nube incluyen la actualización periódica para asegurarse de que están llegando a su usuario final y tener un tema válido. Los miembros de comercialización son responsables de moderar los foros de discusión y mantener el contenido actualizado el aumento la validez.

### Evaluación
A lo largo de la duración del material de marketing, el mensaje necesitará ser evaluado para determinar qué tan exitoso ha sido para el usuario final. El resultado debe ser establecido en la estrategia que permita al vendedor adaptarse y aumentar la eficiencia global del método de comercialización en la nube.